# Amely Spötzl
Amely Spötzl (* 3. März 1975 in Biberach an der Riß) ist eine deutsche Bildhauerin, Multimediakünstlerin und Pionierin in der Anwendung von künstlerischer Intelligenz im Organisations- und Unternehmenskontext.

## Werdegang
Spötzl studierte Bildhauerei und Freie Kunst an der Alanus Hochschule für Kunst und Gesellschaft, Alfter.
Seit 2005 ist sie freie Dozentin für Bildende Kunst und seit 2010 Lehrbeauftragte der Rheinischen Friedrich-Wilhelm-Universität Bonn für Bildende Kunst. Seit 2012 außerdem Lehraufträge an der Alanus Hochschule, Alfter im Bereich Bildende Kunst, BWL und PhAse. 2015 war sie Mitbegründerin des Künstlerkollektivs Freeters und ist seit 2021 Mitglied im Kuratorium der Stiftung artepreneur.

## Werk
Amely Spötzl beschäftigt sich in ihrer Kunst mit Pflanzen. Sie etablierte und prägte den Begriff Phytomagnetik. Ihre Arbeit umfasst Zeichnung, Objekt, Installation, Performance und interdisziplinäre Kooperationen im Bereich der interaktiven Intervention.
In ihrer Arbeit im Kollektiv mit und für Unternehmen kreiert und gestaltet sie Räume u. a. zum Thema Inspiration und entwickelt Raumformate und Prozesswerkzeuge auf der Basis künstlerischer Prozessgesetze.

## Ausstellungen

### Einzelausstellungen
- 2004: Vom Blatt gespielt (Goethe-Institut Lyon, Frankreich)
- 2004: Art Liaison (Bonn, Museé d’Art Contemporain Lyon, Frankreich)
- 2006: Rosa Caninam (Christuskirche, Köln)
- 2009: Just a Moment (Galerie E105, Bonn)
- 2010: Blattwerk (Stiftung Industriedenkmal, Kokerei Hansa, Dortmund)
- 2010: Plantas Part (Stadtmuseum Siegburg)
- 2011: Amely Spötzl (Kunstverein Linz)
- 2011: 1. Alanus Preis für Bildende Kunst (Stadtmuseum Siegburg)
- 2011: Phytomagnetik (Galerie E105, Berlin)
- 2014: Phyto-organische Systeme (Galerie Valentien, Stuttgart)
- 2019: Compliment (Galerie Valentien, Stuttgart)
- 2019: PLANT (ESMoA, El Segundo, Los Angelos, USA)

### Kunst am Bau
- 2014: Phytomagnetik Post Office El Segundo (El Segundo, Los Angelos, USA)

### Kunst im öffentlichen Raum
Phytomagnetische Intervention in Kooperation mit dem deutschen Fotograf Bernd Zöllner:
- 2009: Just a Moment (Taipeh, Berlin, San Francisco, Los Angeles)
- 2011: Just a Moment (Berlin Hauptbahnhof)
- 2011: Just a Moment (Brüssel, Belgien)

## Preise
- 2010: Alanus Preis für Bildende Kunst[2]

## Stipendien/Förderungen
- 2003: Vertreterin der Art Liaison (Kunstmuseum Bonn, Musée d’Art Contemporain Lyon)
- 2007–2012: Atelierstipendium der Stadt Bonn/Kunstverein Bonn
- 2009: Projektstipendium Just a Moment, artlab21, Berlin / Los Angeles
- 2011: Visual Arts Fellowship, Lucas Artist Residency Program, Montalvo Art Center, Saratoga
- 2014: Artist in Residence Stipendium, ESMoA, El Segundo, CA
- 2020: Projektförderung „JUSTYOU“ Art Lab Foundation CA in Havanna, Kuba

## Art is a State of Mind
Die sechsteilige Doku-Serie Art is a State of Mind von Aljoscha Pause aus dem Jahr 2022 widmet sich in mehreren Episoden Amely Spötzl, in der sechsten Episode der Künstlergruppe „freeters“.

## Veröffentlichungen
- 2008: Dornen und Teufelsgetier
- 2008: Good Vibrations – Geometrie und Kunst
- 2010: Phytomagnetik, artlab21press
- 2017: Intensiv Care Unit, Distanz Verlag, Berlin
- 2022: HELP! Artistic Intelligence, DCV Verlag, Berlin